# Natrolit
Natrolit je tektosilikatni mineral iz zeolitske skupine mineralov. Je hidriran natrijev alumosilikat s kemijsko formulo Na2Al2Si3O10•2H2O. Njegova tipska lokacija je Hohentwiel, Hegau, Nemčija.
Mineral je imenoval nemški kemik Martin Heinrich Klaproth leta 1803. Ime je sestavljeno iz  grških besed νατρών (natron, slovensko soda) in λίθος (lithos, slovensko kamen). Med njegova neuradna imena spadata tudi igličasti kamen in igličasti zeolit. Osnova za obe imeni je njegov igličast videz. Kristali so pogosto zelo tanki in združeni v različno usmerjene šopke. Kristali pogosto na različne načine preraščajo natrolit, mezolit in gonardit.

## Lastnosti
Večji kristali imajo običajno obliko kvadratne prizme, zaključene z nizko piramido. Prizma je skoraj pravokotna. Kristali so navidezno tetragonalni, čeprav so ortorombski. Razkolnost je popolna vzporedno s ploskvami prizme. Mineral ima lahko tudi obliko kompaktnih skupkov radialno usmerjenih iglic. Od drugih vlaknatih zeolitov razlikuje po optičnih lastnostih. Običajno je bel ali brezbarven, včasih tudi rdečkast ali rumenkast. Sijaj je steklast, sijaj finovlaknatih primerkov pa svilnat. Specifična teža minerala je 2,2, trdota 5,5. Je lahko taljiv že na plamenu sveče. Barva plamena je zaradi prisotnosti natrija živo rumena. V klorovodikovi kislini razpade in tvori želatinast SiO2. 

## Glavna nahajališča
Odlične primerke belih prizmatičnih kristalov se najde v kompaktnem bazaltu v Puy-de-Marman, Puy-de-Dôme, Francija. Velike kristale so našli tudi na polotoku Kola v Rusiji (velikost 30 x 13 cm). Stene bazaltnih votlin v Giants Causeway, grofija Antrim, Severna Irska, so pogosti okrašene s tankimi iglicami natrolita. Obilo podobnih kristalov je tudi v bazaltnih kamninah (bazalt in fonolit) v Saleselu, Aussigu in na več mestih v severni Češki. Na Mont St. Hilaire, Quebec, Kanada so veliki kristali natrolita, pomešani z drugimi redkimi minerali. Lepi primerki se najdejo tudi v zalivu Fundy v Novi Škotski, New Jerseyu, Oregonu in Britanski Kolumbiji.
Nekaj natrolitov ima posebna imena. Fargit je rdeč natrolit iz Glenfarga v Perthshireu, Škotska. Bergmanit ali spreustein je nečist različek, ki je nastal iz drugih mineralov, predvsem  sodalita, v avgitskih sienitih v južni Norveški.

## Galerija
- Natrolit iz bazaltov v vzhodni Grenlandiji
- Brezbarven žarkast natrolit v zeolitu
- Katapleiit in natrolit iz kamonoloma Poudrette, Québec, Kanada
- Tanke iglice natrolita s temno rožnatimi vključki
- Natrolit v sferičnih grozdih z žepu vuljanske kamnine
- Beli žarkasti natrolitni kristali rastejo iz grude inesita